# Dekret kutnohorski
Dekret kutnohorski – dokument wydany 18 stycznia 1409 roku, który umożliwił żywiołowi czeskiemu przejęcie kontroli nad Uniwersytetem Praskim poprzez zmianę proporcji głosów uniwersyteckich nacji.
Głównym inicjatorem był król Wacław IV, który chciał uzyskać poparcie uniwersytetu dla soboru w Pizie, gdzie zamierzał rozwiązać problem schizmy papieskiej i potwierdzić swoją cesarską koronę. W konsekwencji niemieckojęzyczni profesorowie i studenci, sprzeciwiający się królowi oraz husyckiemu zwrotowi ku reformie Wiklefa, opuścili uniwersytet. Zaledwie 60 lat po jego założeniu doprowadziło to do jego upadku.

## Treść dekretu
Dokument powstał za panowania Wacława IV, a przy jego tworzeniu kluczową rolę odegrali Jan Hus, Hieronim Praski oraz Jan z Jesenicy – czołowi członkowie reformacyjnej grupy na uniwersytecie. Zgodnie z dekretem czeska nacja uniwersytecka (Natio) otrzymała trzy głosy, podczas gdy pozostałe nacje studenckie (saksońska, bawarska i polska) tylko jeden.
Dekret dotyczył jedynie trójwydziałowego nauczania i nie obejmował wydziału prawniczego uniwersytetu.

## Kontekst

### Narody uniwersyteckie
Uniwersyteckie nacje w średniowieczu były zrzeszeniami studentów, a czasem także profesorów, według kraju ich pochodzenia. Identyfikacja miała więc charakter regionalny, a nie językowy czy narodowy w dzisiejszym rozumieniu, które ukształtowało się dopiero w XIX wieku wraz z rozwojem nacjonalizmu. Czeska nacja na Uniwersytecie Praskim obejmowała wszystkich studentów i profesorów pochodzących z Czech, Moraw (w tym także niemieckojęzycznych), Węgier i Siedmiogrodu.

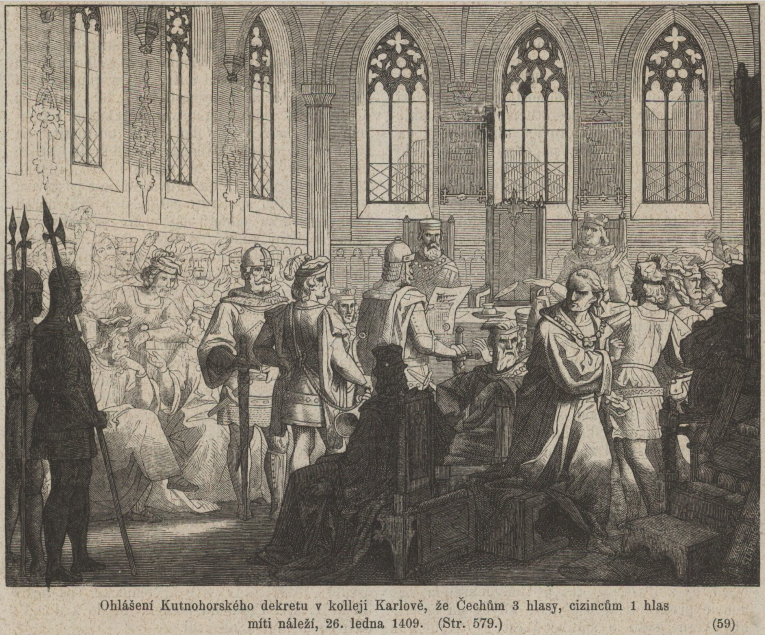
Ogłoszenie Dekretu kutnohorskiego w Kolegium Karola 26 stycznia 1409 (Czesko-Morawska Kronika, 1868)

### Spór o pisma Wiklefa
W czasach husytyzmu dyskusja na temat pism Wiklefa podzieliła uniwersytet na dwie grupy: czeskich mistrzów skupionych wokół Jana Husa, opowiadających się za reformą, oraz zagranicznych, zwłaszcza niemieckich profesorów, którzy jej przeciwni. W 1403 roku, większością niemieckich głosów, wprowadzono zakaz nauczania doktryny Wiklefa, uznając ją za heretycką. Napięcie między grupą reformatorską, składającą się głównie z członków czeskiej nacji, a pozostałymi mistrzami i studentami nadal rosło, przeradzając się w otwartą walkę o wpływy na uniwersytecie.

### Kontrowersje wokół Soboru w Pizie
Wiosną 1408 roku kardynałowie ostatecznie uzgodnili zwołanie soboru w Pizie, którego celem było rozwiązanie schizmy papieskiej. Wacław IV pokładał w tym soborze wielkie nadzieje, licząc, że dzięki nowo wybranemu papieżowi uda mu się również odzyskać tytuł króla rzymskiego, który od 1402 roku nosił Ruprecht z Palatynatu. Na sobór zaproszono króla Wacława IV, arcybiskupa praskiego oraz rektora Uniwersytetu Praskiego.
Ponieważ arcybiskup praski Zbyněk Zajíc z Hasenburka, podobnie jak Ruprecht z Palatynatu, opowiedział się po stronie rzymskiego papieża Grzegorza XII, Wacław IV zwrócił się do uniwersytetu o stanowisko w sprawie udziału w soborze w Pizie. Liczył, że poparcie szanowanej instytucji wzmocni jego pozycję podczas nadchodzących negocjacji. Problemem okazało się stanowisko niemieckich mistrzów i studentów z Saksonii i Bawarii, którzy znaleźli się w trudnej sytuacji. Studiowali w Pradze, ale po ukończeniu nauki mieli najprawdopodobniej wrócić do Niemiec, gdzie mogliby znaleźć zatrudnienie dzięki swojemu wykształceniu. Tam jednak podlegaliby władzy Ruprechta z Palatynatu, który zaczął im grozić konsekwencjami, jeśli uniwersytet opowiedziałby się po stronie Wacława IV. Dodatkowym czynnikiem komplikującym sytuację był fakt, że kanclerzem uniwersytetu był arcybiskup praski, również przeciwny zwołaniu soboru.

### Sporządzenie dekretu
Z tej sytuacji skorzystała grupa reformatorska, której przedstawiciele – Hieronim Praski i prawnik Jan z Jesenicy (Jan Hus nie brał udziału w negocjacjach, ponieważ był wówczas chory) – udali się do Kutnej Hory (a właściwie na zamek Točník), gdzie przebywał wówczas król, i starali się uzyskać jak najwięcej korzyści. Do dziś pozostaje kwestią sporną, czy idea dekretu zmieniającego system głosowania na uniwersytecie pochodziła od czeskich mistrzów, czy od samego monarchy. W źródłach można znaleźć wzmianki sugerujące, że mistrzowie „byli zaskoczeni” decyzją, co prowadzi do przypuszczenia, że była to spontaniczna inicjatywa Wacława IV.

## Konsekwencje

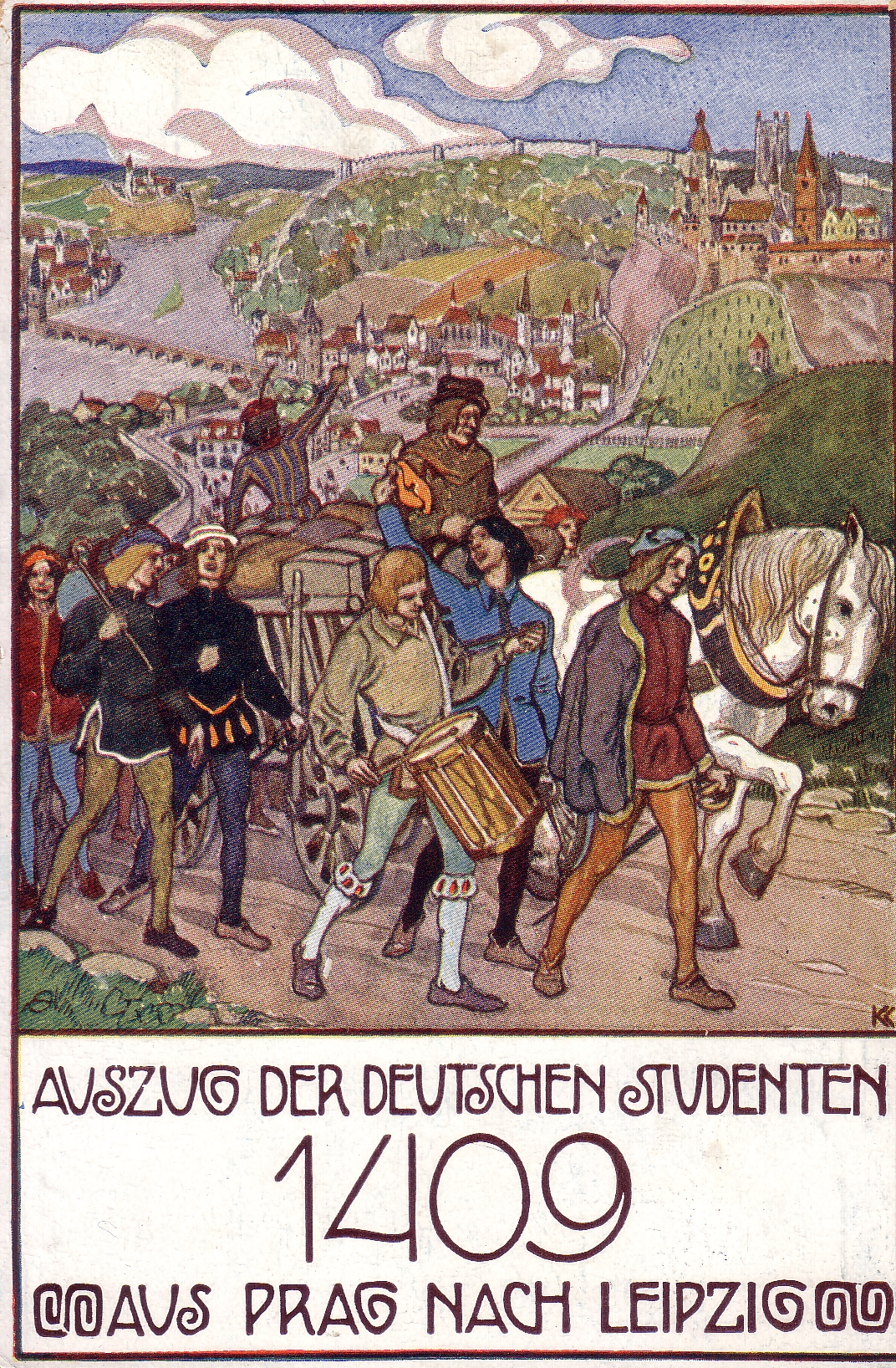
Odejście niemieckich studentów z Pragi do Lipska (pocztówka z początku XX wieku)

### Odejście większości uczonych
Do końca 1409 roku Uniwersytet Praski opuściło niemal 2000 profesorów i studentów, którzy udali się do Lipska gdzie założyli nową uczelnię, lub osiedlili się na uniwersytetach w Wiedniu, Krakowie, Heidelbergu, Kolonii nad Renem czy Erfurcie. W geście solidarności wyjechało także wielu prawników, mimo że dekret ich formalnie nie dotyczył. W konsekwencji doszło do znaczącego "spoczechnienia" Uniwersytetu Praskiego, a jego społeczność akademicka zmniejszyła się niemal o 80%.

### Utrata statusu międzynarodowego
Z powodu masowego odpływu społeczności akademickiej międzynarodowy uniwersytet stał się jedynie lokalną instytucją. Tymczasem ojciec Wacława IV, Karol IV, zakładał uniwersytet na wzór prestiżowej uczelni w Paryżu, kierując się zasadami uniwersalizmu: „Studenci i nauczyciele byli podzieleni na cztery nacje według zasady regionalnej. Jednak kluczowym aspektem było to, że podział ten opierał się na kryterium terytorialnym, a nie językowym. Uniwersytet Karola w Pradze pełnił również funkcję uczelni wyższej dla niemieckich obszarów Rzeszy, a warto pamiętać, że Karol IV, jako cesarz, miał oczywisty interes w podtrzymaniu jego międzynarodowego prestiżu".

### Osłabienie pozycji Wacława IV
Król Wacław IV nie osiągnął swoich celów z powodu krytyki ze strony wygnanych mistrzów, którzy „rozpętali przeciwko Królestwu Czech (przede wszystkim w niemieckich krajach Świętego Cesarstwa Rzymskiego) kampanię nienawiści, co wpłynęło na spadek zainteresowania studiami i działalnością naukową w Pradze. Osłabiło to również i tak już chwiejne międzynarodowe pozycje czeskiego króla, przez co główny powód, dla którego zgodził się na żądania czeskich mistrzów, okazał się całkowicie błędnym rachunkiem”.

### Zwrot ku husytyzmowi
Dominacja wpływów czeskich na uniwersytecie umożliwiła także skłanianie się ku husytyzmowi, co jednak nie opłaciło się uczelni w okresie wojen husyckich i po nich:

...uniwersytet od 1415 roku, kiedy sprzeciwił się radykalnym taborytom, stopniowo tracił wpływy oraz autorytet naukowy. Tracił kolejne wydziały: w 1419 roku wydział teologiczny, w 1436 roku wydział prawniczy, później zanikł również wydział lekarski, pozostawiając jedynie wydział filozoficzny. W 1556 roku założono konkurencyjny uniwersytet jezuicki, gdzie Czesi nie tylko nie mieli trzech głosów, ale nawet jednego, a dodatkowo nie było tam żadnego czeskiego profesora.

## Interpretacja
W okresie odrodzenia narodowego w XIX wieku zarówno w społeczeństwie niemieckim, jak i czeskim nastąpiła refleksja nad dotychczasową interpretacją znaczenia Dekretu. W okresie czesko-niemieckich konfliktów dokument, który doprowadził do upadku uniwersytetu, stał się dla części czeskiego społeczeństwa pozytywnym symbolem oporu narodu czeskiego wobec niemieckiego. Do tej nacjonalistycznej tradycji nawiązał również reżim komunistyczny w latach 50., który pozytywnie interpretował późniejszą radykalną husycką rewolucję w okresie wojen husyckich.

## Odniesienia w kulturze
- Dekret kutnohorski Josefa Kajetána Tyla z 1841 roku. Dostępne online